# Epiphone

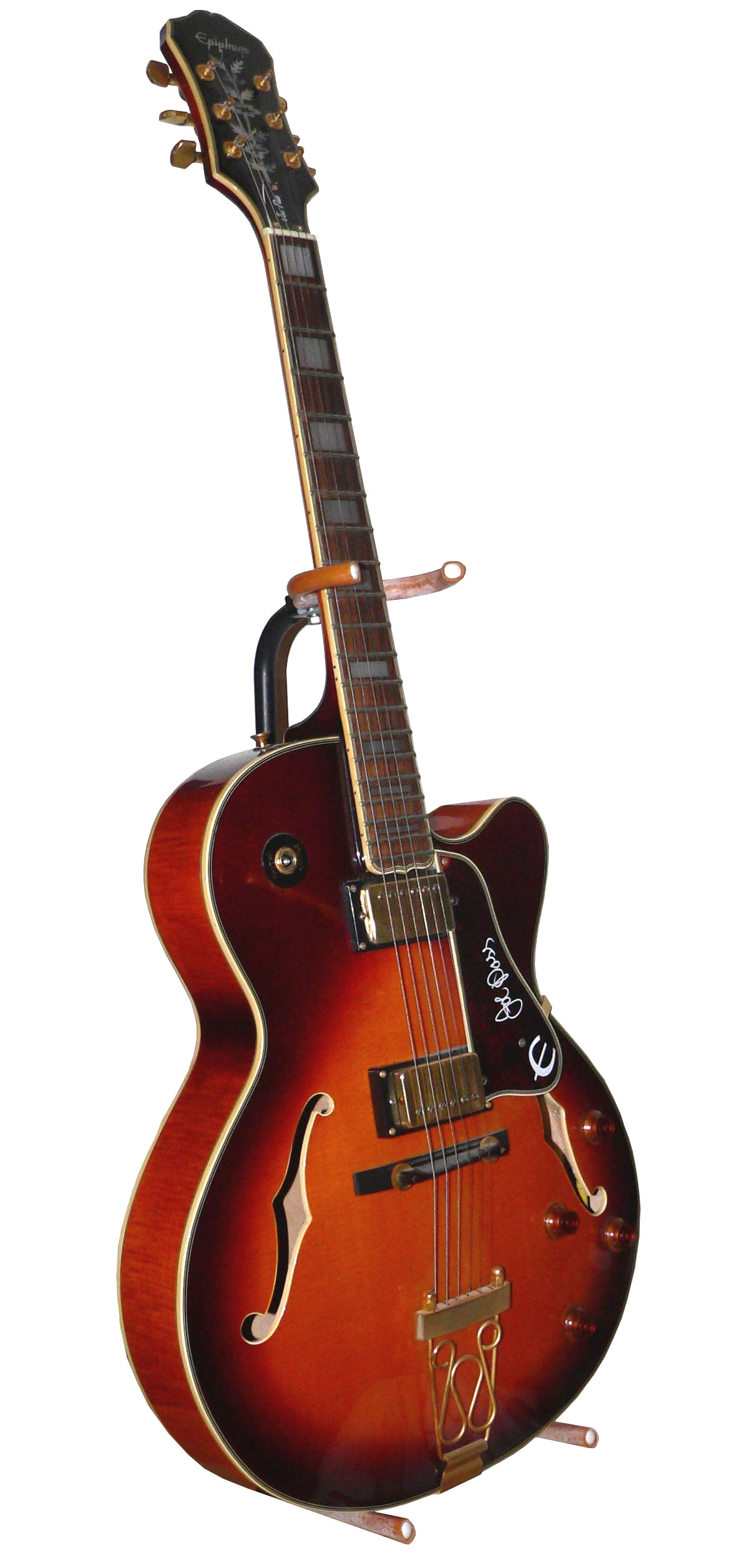
Epiphone Emperor

The Epiphone Company ou Epiphone é uma empresa fabricante de instrumentos musicais fundada em 1873 por Anastasios Stathopoulos. Epiphone foi comprada por Chicago Musical Instrument Company, que também era proprietária da Gibson Guitar Corporation, em 1957. Epiphone foi a maior rival da Gibson no mercado das guitarras semiacústicas. Suas guitarras profissionais incluindo a Emperor, Deluxe, Broadway e Triumph concorreram com (e algumas até superaram) algumas das guitarras da Gibson. Além de guitarras Epiphone também fabricava baixos, banjos, e outros instrumentos de cordas. De qualquer forma, a companhia se enfraqueceu em decorrência da Segunda Guerra Mundial permitindo assim que ela fosse comprada pela rival Gibson.
O nome "Epiphone" é a combinação do apelido do nome do filho do proprietário e fundador, Epaminondas Stathpoulos "Epi", que assumiu o controle da marca com a morte do pai em 1915, e "phone" (do Grego "phon-", "som"/"voz"), e também na alusão do significado de uma palavra "Epifania"

## História

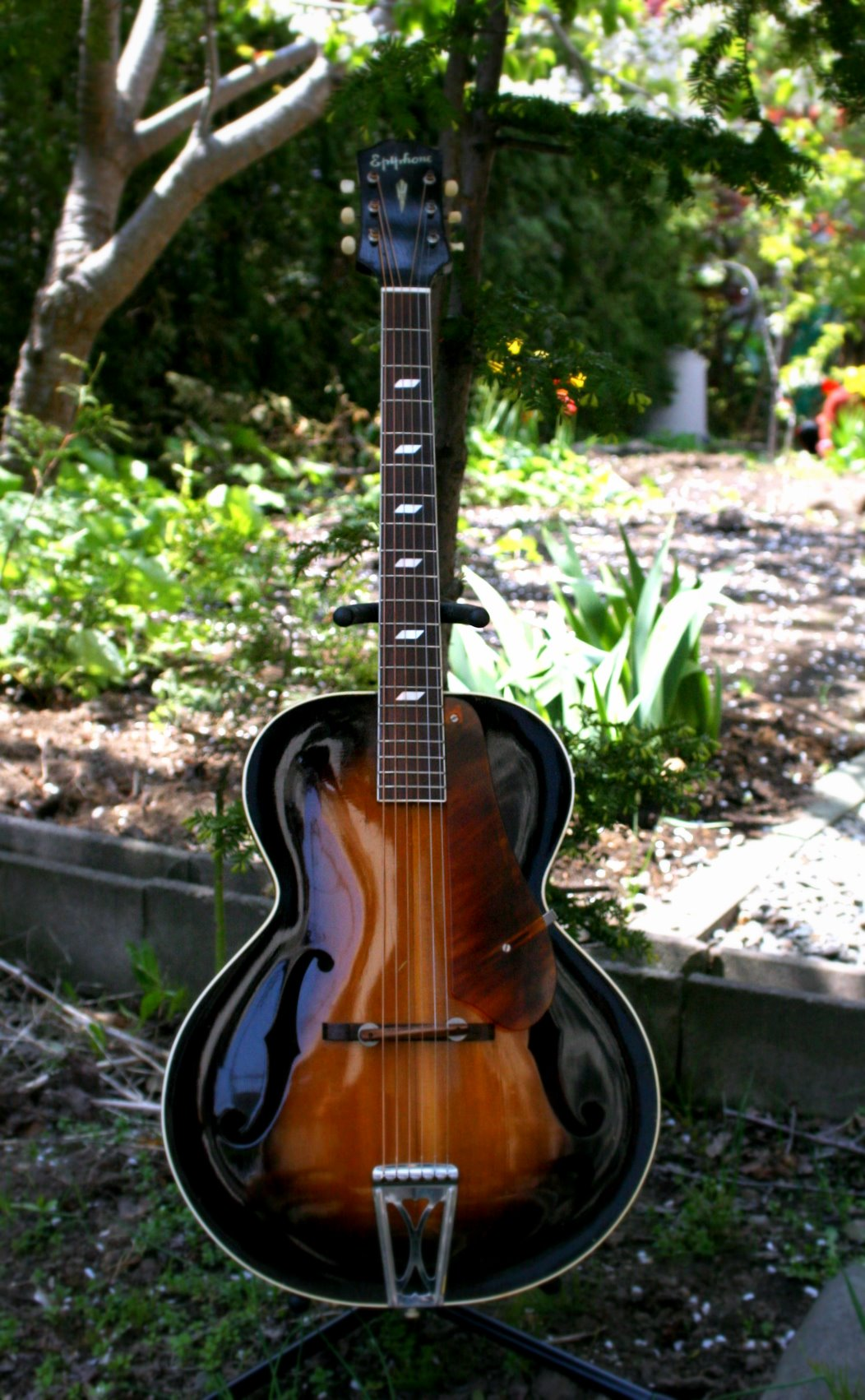
1945 Epiphone Blackstone guitarra semiacústica, feita em Nova York

A Epiphone iniciou em 1873, em Smyrna, Império Otomano (agora Izmir, Turquia)onde o fundador grego Anastasios Stathpoulos produziu seus próprios violinos e alaúdes. Stathpoulos mudou se para os Estados Unidos em 1903 e continuou fazendo seus instrumentos originais assim como bandolins, de Long Island City no Queens, Nova York. Anastasios morreu em 1915 e seu filho, Epaminondas,continuou o trabalho do pai. Depois de dois anos a companhia era conhecida como A Casa de Stathpoulos.
Pouco após o fim da Segunda Guerra Mundial, a companhia começou a produzir banjos. A companhia produzius sua linha de Banjos patenteadas em 1924 e quatro anos depois mudaram o nome para "Epiphone Banjo Company". Eles produziram suas primeiras guitarras em 1928. Epi Stathpoulos morreu em 1943. O controle da companhia foi para seus irmãos, Orphie e Frixo. Em 1951, uma greve forçada de quatro meses ocasionou a mudança da Epiphone de Nova York para Filadélfia. A companhia foi comprada pela sua maior rival, Gibson em 1957.
Os instrumentos da Epiphone produzidos entre 1957 e 1969 eram feitos na fábrica da Gibson na rua Parsons Street 225 e na Elenor Street. Somente guitarras sólidas com tampo e fundo foram feitos na fábrica da Elenor Street (ambas Gibson e Epiphone) em Kalamazoo, Michigan. Esses instrumentos da Epiphone foram realmente iguais em relevância nas versões Gibson, feitas com as mesmas madeiras, materiais e componentes e pelas mesmas pessoas assim como suas equivalentes da Gibson. Elas compartilharam até mesmo da mesma sequência de número de série.
Alguns exemplos de instrumentos da Epiphone produzidos pela Gibson nesse período incluem a Epiphone Casino (semelhante à Gibson ES-330), a Epiphone Cortez (semelhante à Gibson B-25), a Epiphone Olympic Special (semelhante à Gibson Melody Maker), a Epiphone Sorrento (semelhante à Gibson ES-125TC,exceto por algumas mudanças estéticas), e a Epiphone Texan (semelhante à Gibson J-45, apesar de algumas mudanças no comprimento da escala). As outras produzidas em Kalamazoo têm relações técnicas ou estétcias semelhantes com as versões da Gibson.

## Casino

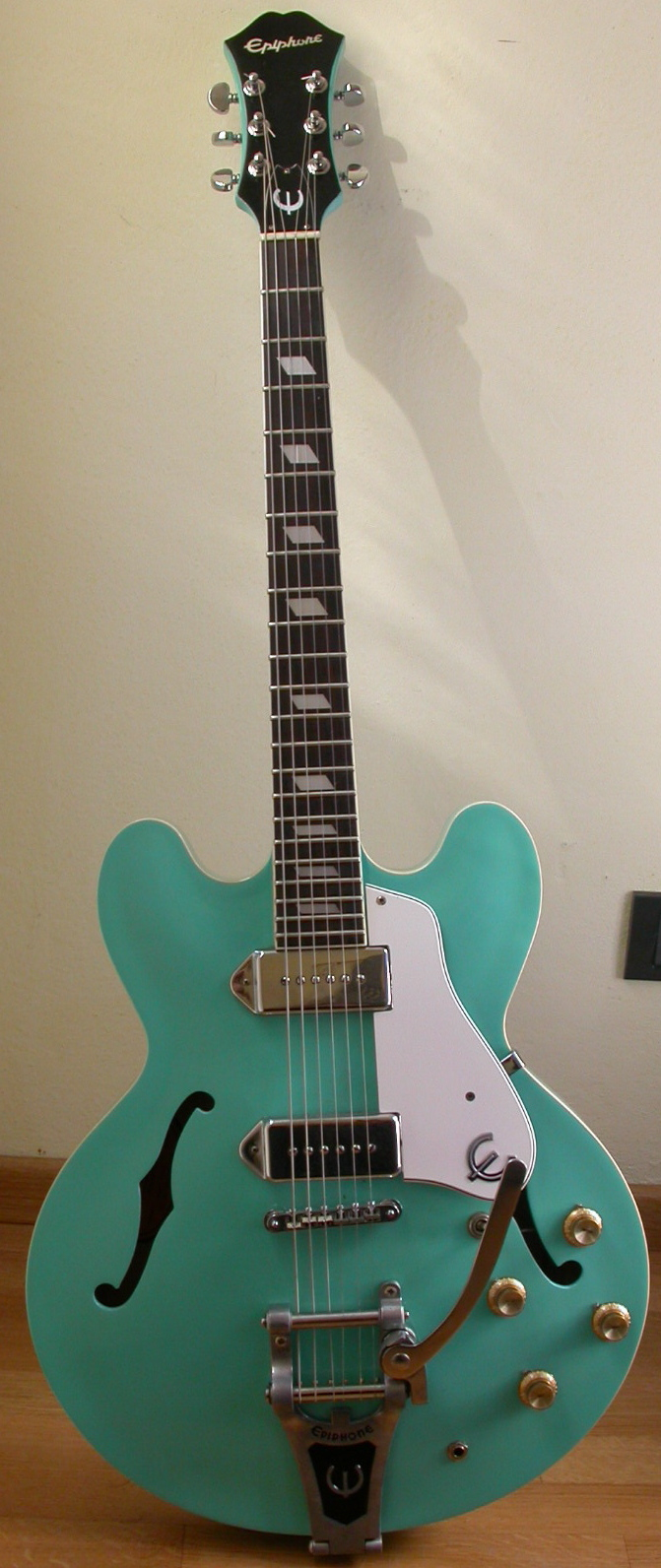
Epiphone Casino VT

O modelo mais famoso da Epiphone foi lançado pela Gibson e produzido no mesmo formato e configuração que a Gibson ES-330. Tem um som bastante encorpado e é uma guitarra rítmica muito boa. É uma genuína guitarra semiacústica equipada com captadores P90.
Casino se tornou famosa por ter sido usada pelos Beatles. Paul McCartney foi o primeiro a adquirir uma assim como John Lennon e George Harrison. Paul McCartney a usou para o solo em "Taxman" e o som da Casino é bem perceptível no disco Revolver e nos álbuns posteriores dos Beatles. Casino era uma das principais guitarras de John Lennon e a usou até o fim do grupo e durante sua  carreira solo nos anos 70. Paul continua a usar sua Casino, com uma alavanca Bigsby nos concertos e nos estúdios hoje em dia.

## 1980–presente
No começo dos anos 80, Epiphone começou a fabricar instrumentos no Japão. A partir dos anos 90, Epiphones eram fabricadas principalmente na Coreia. Um desses contratados era a Samick que também construía instrumentos sob licenca.
A Samick parou de fabricar guitarras na Coreia, mudando para Indonesia. Em 2002 Gibson abriu uma fábrica em Qingdao, China, onde estão os fabricantes de guitarras da Epiphone agora, mudando a sede da Coreia (fechando a fabrica em 2007) para China. Com poucas exceções, Epiphone de 2008 em diante são construídas somente na China.
Modelos exclusivos da Epiphone, incluído a Emperor, Zephyr, Riviera e Sheraton, são construídas com qualidade padrão superior às suas linhas de "réplicas da Gibson".Epiphone também produz as séries "Elitist" (produzidas no Japão) com maior qualidade. As "Masterbuilt" acústicas são fabricadas em Qingdao.
Os números de série atuais da Epipphone dão as seguintes informações:
Coreia
- I = Saein
- U = Unsung
- S = Samick
- P or R = Peerless
- K = Korea

China
- DW = DeaWon
- EA = Gibson/QingDao
- EE = Gibson/QingDao
- MC = Muse
- SJ = SaeJung
- Z = Zaozhuang Saehan
- BW = China

Japão
- Sem letras ou com F = FujiGen
- J or T = Terada

Indonesia
- SI = Samick Indonesia

Examplo: SI09034853 SI = Samick Indonesia, 09 = 2009, 03 = March, 4853 = número de série.
Muitas guitarras Epiphone tem sido produzidas nos Estados Unidos desde 1971. A Epiphone Spirit e Special foram produzidas no começo dos anos 80 em Kalamazoo. Em 1993, três históricas guitarras acústicas da Epiphone, a Texan,Frontier, e Excellente, foram produzidas pela Gibson Acoustic em Montana. A Texan de Paul McCartney foi produzida em 2005 e em 2009 a Epiphone Historic Collection foi criada, iniciando com a 1962 Wilshire, construída pela Gibson Custom. Muitos outros modelos, como a Sheraton e a John Lennon Casino foram construídas no Japão e montadas e finalizadas pela Gibson USA.
YYMMFF12345
- YY Ano
- MM mês
- FF código de fábrica
- 12345 número de produção
- NÚMEROS DE SÉRIE DE FÁBRICA - alguns modelos a partir de 2008, se o serial # começar com números.
- 11 = Adesivo MIC na '08 Masterbuilt
- 12 = DeaWon or Unsung (China—não há certeza se pertence a essa fábrica)
- 15 = Qingdao (China) -- elétrica
- 16 = Qingdao (China) -- acústica
- 17 = China - fábrica desconhecida Adesivo MIC em um J160E
- 18 = China - fábrica desconhecida encontrada em um modelo de baixo 2009
- 20 = DaeWon or Unsung (China— não há certeza se pertence a essa fábrica)
- 21 = Unsung, Coreia
- 22 = ??? Coreia (fábrica permanece desconhecida)
- 23 = ??? Indonesia (fábrica permanece desconhecida, provavelmente Samick,)
- I = Indonesia (essas letras apareceram com o quinto dígito em dois modelos autênticos feitos na Indonesia)

### Séries Imperial, Elitist e JDM
No começo dos anos 90 a Epiphone desenvolveu uma série chamada “Imperial Series”. Essas eram remakes das clássicas guitarras semiacústicas da Epiphone produzidas entre 1930 e 1940. Cada instrumento tinha sido feito pela FujiGen Gakki no Japão. Essas séries breves foram descontinuadas em 1993, depois que apenas 24 Emperors foram produzidas. Muitos outros modelos, incluindo Deluxe, Broadway e Triumph, foram também produzidos em quantidades variadas.
A produção mudou de volta para Nashville e Bozeman para uma edição limitada semelhante (cerca de 250 de cada Emperor, Sheraton, Riviera e Texan). Essas guitarras fazem parte da série Centenário, em homenagem aos cem anos da Gibson, e foi a última série americana significante da Epiphone.
As “Elitist Series” foram feitas nas fábricas Terada e Fuji-gen no Japão. Originalmente chamadas de “Elite Series”, a Epiphone foi forçada a mudar o nome por causa de um conflito com a linha de guitarras da Ovation que já carregava a mesma nomenclatura.
As mesmas fábricas de guitarras Terada e Fuji-Gen que faziam as guitarras Orville by Gibson e Orville foram utilizadas para fabricar as séries Epiphone Elite e Epiphone Elitist series para a Gibson/Yamano Gakki, com a fábrica Terada focando principalmente nas guitarras semi acústicas e a Fuji-Gen produzindo a maioria dos modelos sólidos.
As guitarras Elitist foram feitas para alcançar especificações de altíssima qualidade. A maioria das peças eram fabricadas no Japão, mas algumas delas eram feitas em outros países, incluindo os EUA e a Alemanha. Essas guitarras custavam mais do que o dobro de uma guitarra Epiphone padrão. A série Elitist foi descontinuada em 2008, com exceção do modelo Casino.
A série Epiphone Elitist inclui características como inlays em Abalone e Madrepérola reais, nuts e saddles de osso, acabamento feito a mão, encordoamento fabricado nos EUA, e ajustes e regulagem meticulosos. As Japanese Domestic Market Elitists (JDM) usam o headstock estilo livro aberto da Gibson ao invés do headstock em formato de lápide.
As guitarras Epiphone Elitist não são relacionadas às Epiphone Les Paul Elite, que são guitarras semi acústicas fabricadas na Coréia similares às Les Paul-ES.
O termo Mercado Doméstico Japonês - Japanese Domestic Market (JDM) se refere ao mercado local japonês, principalmente para veículos e componentes motorizados feitos no Japão. Dentro da cena de instrumentos musicais, este e o termo relacionado Modelo Doméstico Japonês, mais comumente se referem a guitarras e partes desenvolvidas e construídas no Japão para se adequar a regulamentos japoneses e para suprir às preferências do mercado interno, e não são exportadas para outros países.
Guitarras Epiphone JDM podem variar muito, ou apenas em pequenos detalhes de suas versões distribuídas para exportação, dependendo do ano e modelo. A diferença mais notável é usualmente o uso do headstock estilo livro aberto da Gibson. Outros modelos, como a Sheraton & Casino, são mais difíceis de reconhecer como guitarras JDM. Outras diferenças podem incluir o uso de inlays diferentes na escala, pontes, acabamento e hardware, incluindo captadores e tarraxas.

## Status Atual
A Epiphone agora é subsidiária da Gibson. Por essa relação de empresa subsidiária, muitos de seus instrumentos musicais assemelham-se muito com as versões mais caras da Gibson. Mesmo assim a Epiphone continua mantendo sua linha própria de guitarras semiacústicas.
A Epiphone também fabrica sua própria linha de amplificadores.

## Produtos atuais

### Amplificadores
A Gibson produziu amplificadores da Epiphone nos anos 60.Esses eram basicamente cópias ou variações de amplificadores da Gibson e da Fender. Eles usavam o design da caixa e alguns tinham reverb e tremolo. Gibson decidiu lançar uma nova linha de amplificadores da Epiphone em 2005 com muitos modelos diferentes incluindo So Cal, Blues Custom e o Epiphone Valve Junior. O Valve Hot Rod e o Valve Senior foram lançados em 2009. O Valve Hot Rod é um amplificador de 5 watt como o Valve Junior, mas com ganho e controle de reverb. O Valve Senior oferece 20 watts de potência com um equalizador completo, ganho , volume, reverbe e controle de presença.

### Guitarras
A Epiphone atualmente produz as seguintes linhas de guitarra:

#### Réplicas da Gibson
- The Explorer
- Muitas versões da guitarra SG incluindo a G400, G310, SG Special e SG Custom.
- Cerca de 20 versões da Epiphone Les Paul

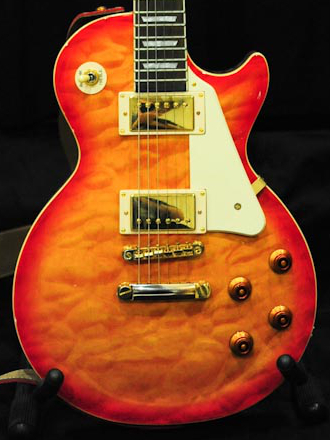
333.3333333333333x333.3333333333333px

- The Firebird
- The Thunderbird
- The Blackbird
- The ES-175
- Gibson ES-295
- The EDS-1275 Dual-neck
- The Hummingbird
- Gibson J-200
- The LP-100
- Tom DeLonge Signature
- Epiphone Les Paul Ukulele
- Zakk Wylde ZV, Custom Les PaulEpiphone Les Paul

#### Modelos da Epiphone
- Muitas versões da Sheraton
- Muitas versões da Casino
- Muitas versões da Epiphone Texan
- Dot
- Riviera em versões de 6 e 12 cordas
- Broadway
- Masterbilt Series
- The Emperor Regent
- Muitas versões da Zephyr:
  - Zephyr Blues Deluxe
  - Zephyr Regent
- Wildkat
- EM-2
- Thunderbird IV Bass
- Wilshire
- Alleykat
- Nick Valensi Riviera P-94
- Viola Bass
- Jack Casady Bass
- Coronet
- Epiphone Wilshire
- Graveyard Disciple
- Prophecy Series
- Zenith Bass

Nos últimos anos a Epiphone apresentou algumas séries de guitarras acústicas chamada Masterbilt, que foi baseada nas linhas de guitarras dos anos 1930. As guitarras Masterbilt são produzidas na China sob um rigoroso controle de qualidade, e utilizando como cartão de visitas somente madeiras sólidas em todos os instrumentos.

## Modelos descontinuados
- Epiphone Demon
- Epiphone Genesis
- Epiphone Slasher
- Epiphone Supernova
- Gibson/Epiphone Spirit
- Epiphone Crestwood
- Epiphone Coronet
- Epiphone Olympic
- Epiphone Pro
- Epiphone Fat-210
- Epiphone Fat-310
- Epiphone T-310
- Epiphone Rivoli bass
- Epiphone Sorrento
- Epiphone Scroll (three models)
- Epiphone Evolution
- Epiphone 1939 Emperor Reissue
- Epiphone EM-1
- Epiphone Flamekat
- Epiphone ES-295
- Epiphone Zephyr Regent
- Epiphone El Segundo Bass
- Epiphone Embassy Special IV Bass
- Epiphone Embassy Standard IV Bass
- Epiphone Embassy Standard V Bass
- Epiphone Biscuit
- Epiphone MD-100
- Epiphone 1962 Wilshire Reissue (Produção limitada a 100 cópias)
- Epiphone Paul McCartney 1964 Texan
- Epiphone Les Paul Custom Plus
- Epiphone Les Paul Studio Chameleon
- Epiphone Les Paul '56 Gold Top Reissue
- Epiphone John Conolly (Sevendust) signature Les Paul
- Epiphone AJ-500RC 12 Fret
- Epiphone EN-546CE
- Epiphone MB-500
- Epiphone Mahogany Ukulele
- Epiphone Nighthawk
- Epiphone Les Paul Junior '57 reissue
- Epiphone Acoustic
- Epiphone Joe Bonamassa Signature Goldtop Les Paul
- Epiphone Spotlight